# 601. pehotni polk (Wehrmacht)
Za druge 601. polke glejte 601. polk.
601. pehotni polk (izvirno nemško Infanterie-Regiment 601) je bil eden izmed pehotnih polkov v sestavi redne nemške kopenske vojske med drugo svetovno vojno.

## Zgodovina
Polk je bil ustanovljen 15. junija 1941 kot polk 16. vala na področju WK VI iz delov 156. in 166. divizije; polk je bil dodeljen 201. nadomestni brigadi.
17. junija 1941 je bil polk preimenovan v 601. pehotni nadomestni polk.